# Grumelange

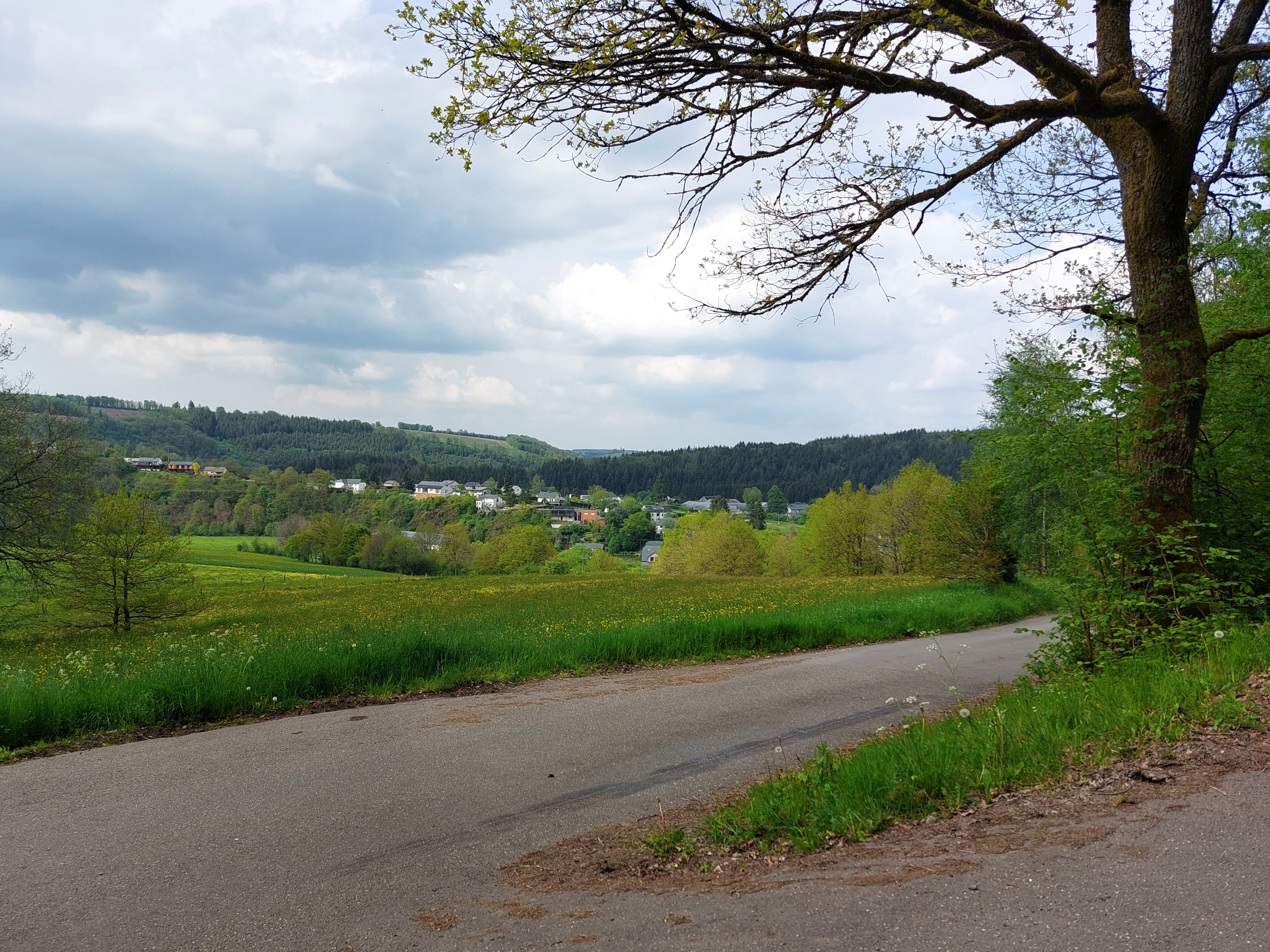
Vue de Grumelange.

Grumelange (Gréimel en luxembourgeois, Greimelingen en allemand) est un village de la commune belge de Martelange située en Région wallonne dans la province de Luxembourg.
Il est situé dans un méandre (ouvert à l’ouest) de la Sûre, un affluent de la Moselle qui forme dans ces environs la frontière luxembourgeoise.

## Toponymie
- Grainenges (1306), Grumenge (1313), Grumlingen (1619).

## Curiosités
- La chapelle Saint-Joseph (XVIIIe siècle)